# Donald H. Perkins
Donald H. Perkins (* 15. Oktober 1925 in Hull, Yorkshire; † 30. Oktober 2022 in Oxford, Oxfordshire) war ein britischer Experimentalphysiker. Er war Professor an der Universität Oxford. Er lieferte wichtige Beiträge auf dem Gebiet der Teilchenphysik und ist auch für seine Lehrbücher bekannt.

## Leben
Perkins studierte am Imperial College London. 1945 erhielt er seinen Bachelor, 1948 wurde er promoviert. Danach arbeitete er ab 1949 an der Universität Bristol in der Gruppe von Cecil Powell. 1955/56 war er am Lawrence Radiation Laboratory in Berkeley. 1956 erhielt er den Posten eines Readers in Bristol. 1963/64 forschte er am CERN. 1965 erhielt er in Oxford eine Professur für Elementarteilchenphysik. Dort baute er zusammen mit Ken W. Allen (1923–1997) das neue Department of Nuclear Physics auf. 1976/77 und 1983/84 kehrte er nochmals ans CERN zurück. 1998 wurde er emeritiert, er ist Emeritus Fellow des St Catherine’s College in Oxford.
Neben seiner Lehr- und Forschungstätigkeit trat Perkins auch als Berater in der Wissenschaftspolitik in Erscheinung.

## Werk
Zu Perkins frühesten Leistungen gehört die Entdeckung des negativen Pions in der Höhenstrahlung (1947, noch vor Powell und Occhialini), dessen Zerfälle er untersuchte. In Berkeley arbeitete er dann an Teilchenbeschleunigern, unter anderem an K-Mesonen und der Paarvernichtung von Protonen und Antiprotonen, am CERN an Neutrino-Streuexperimenten.
Wichtige Pionierleistungen und Erstentdeckungen leistete er in Hinsicht auf den schwachen neutralen Strom (Gargamelle-Experiment) und der experimentellen Überprüfung der Quantenchromodynamik. Nach 1982 erforschte er den möglichen Protonenzerfall und fand erste Hinweise auf Neutrino-Oszillationen.
Im angewandten Bereich arbeitete er an der Konzeption des HERA-Speicherring am DESY mit und arbeitete schon 1961 an der Krebstherapie mit Pionen.
1959 veröffentlichte Perkins sein erstes Lehrbuch zusammen mit C. F. Powell und Peter Fowler. Thema war die Emulsionstechnik bei Höhenstrahlexperimenten. Sein Introduction to High Energy Physics ist weltweit eines der Standardwerke der Teilchenphysik. Zuletzt veröffentlichte er 2003 Particle Astrophysics.

## Ehrungen
Perkins erhielt Ehrendoktorwürden in Bristol und von der Universität Sheffield. Er war Fellow der Royal Society und Mitglied der Academia Europaea (1992). 1979 erhielt er die Guthrie-Medaille des Institute of Physics, 1992 die Holweck-Medaille des Institut Français de Physique, 1997 die Royal Medal der Royal Society und 2001 den Hochenergiephysikpreis der Europäischen Physikalischen Gesellschaft. Er hielt zahlreiche Gastvorlesungen, etwa an den Universitäten Toronto, Seattle, Chicago, Hawaii und Victoria sowie 2004 die Wolfgang-Paul-Vorlesung in Bonn.

## Schriften
- Donald H. Perkins, Cecil Powell, Peter Fowler: The study of elementary particles by the photographic method: an account of the principal techniques and discoveries illustrated by an atlas of photomicrographs. Pergamon Press, 1959.
- Donald H. Perkins: Introduction to High Energy Physics. 4. Auflage. Cambridge University Press, 2000, ISBN 978-0-511-80904-0, doi:10.1017/CBO9780511809040 (englisch, 1. Auflage: 1972 bei Addison-Wesley).
  - Deutsche Übersetzung Hochenergiephysik. 3. Auflage. Addison-Wesley, 1991.
- Particle Astrophysics. 2. Auflage. Oxford University Press, 2009, ISBN 978-0-19-850952-3.